# American Summer Pearmain (manzana)
American Summer Pearmain es el nombre de una variedad cultivar de manzano (Malus domestica). 
Un híbrido de manzana de parentales desconocidos y originaria de EE. UU. Descrito por primera vez en 1817. Las frutas tienen pulpa firme con un sabor aromático dulce. Tolera la zona de rusticidad delimitada por el departamento USDA, de nivel 4 a 8.

## Sinonimia
- "American Pearmain",
- "American Summer",
- "Early Summer Pearmain",
- "Pearmain d'Ete Americaine",
- "Summer Pearmain",
- "Summer Pippin".

## Historia
'American Summer Pearmain' es una variedad de manzana, que probablemente surgió en el este de América del Norte a finales del siglo XVIII y ya estaba bien establecida en 1817 cuando William Coxe la mencionó por primera vez con el nombre de 'Early Summer Pearmain' en « "A View of the Cultivation of Fruit Trees" » ("Una vista del cultivo de árboles frutales"). A partir de los detalles dados, es muy probable que este sea el 'American Summer Pearmain'. Posteriormente fue elogiada en 1851 como una buena manzana para comer temprano por el destacado pomólogo británico, Robert Hogg en "British Pomology", quien la enumeró como la 'American Summer Pearmain'. Creighton Lee Calhoun "Old Southern Apples" (publicado en 2010) aventura que probablemente se originó en Nueva Jersey. No hay información disponible sobre su parentesco.
'American Summer Pearmain' está cultivada en diversos bancos de germoplasma de cultivos vivos tales como en National Fruit Collection (Colección Nacional de Fruta) de Reino Unido con el número de accesión: 1948-587 y nombre de accesión : American Summer Pearmain.
'American Summer Pearmain' se utilizó ampliamente en Japón para el cruzamiento y obtención de nuevas variedades de manzanas. Así en su progenie es el Parental-Padre, de la nueva nueva variedad de manzana:
- Meku (  'Tsugaru' x 'American Summer Pearmain' )

## Características
'American Summer Pearmain' es un árbol de extensión erguido, de un vigor poco vigoroso, portador de espuelas. Debe recolectarse cuando esté completamente maduro, ya que los sabores tardan en desarrollarse. Muy adecuado para crecimiento en espaldera. Crece mejor en suelos ligeros en climas templados. Tiene un tiempo de floración que comienza a partir del 30 de abril con el 10% de floración, para el 5 de mayo tiene una floración completa (80%), y para el 12 de mayo tiene un 90% caída de pétalos.
'American Summer Pearmain' tiene una talla de fruto mediano; forma redondeada; con nervaduras muy débiles, y corona débil; epidermis tiende a ser dura con color de fondo es verde amarillento, con un sobre color rojo, importancia del sobre color medio-alto, y patrón del sobre color rayado / lavado, presentando rojo lavado sobre el que hay franjas de color rojo anaranjado y, a menudo, grandes manchas rojizas y un patrón de encaje, "russeting" (pardeamiento áspero superficial que presentan algunas variedades) bajo; cáliz cerrado, apretado y colocado en una cubeta de profundidad moderada; pedúnculo es delgado y se encuentra en una cavidad profunda que está finamente cubierta de "russeting" con el "russeting" extendiéndose hacia arriba y sobre el hombro; carne de color amarillo, muy tierna, muy jugosa y dulce con una acidez suave y refrescante. Aromático y sabroso.
Su tiempo de recogida de cosecha se inicia a mediados de septiembre. Madura en el tercer período y requiere varias recolecciones en el transcurso de unas cuatro semanas, proporcionando manzanas frescas durante un intervalo de casi un mes. Las manzanas tienden a caer del árbol una vez que están completamente maduras.

## Usos
Una excelente manzana para comer en postre de mesa, también utilizada para cocinar. Hace excelentes aros de manzana seca.

## Ploidismo
Diploide, auto estéril. Grupo de polinización: B, Día 7.